# Aptharakshaka
Aaptharakshaka (kannada: ಆಪ್ತರಕ್ಷಕ engelsk: Dearest Savior) er en Kannada-film udgivet i 2010 med Vishnuvardhan (den afdøde skuespiller, har spillet i over 220 film på 5 sprog, hvoraf 2000 er på Kannada, hvorfor denne film betragtes som en af hans posthume filmroller). De andre skuespillere i filmen er bl.a Sandhya, Vimala Raman, Avinash, Srinivasa Murthy, Bhavana, Lakshmi Gopalaswamy og Komal m.m. Filmen er skrevet og instrueret af P. Vasu og er en fortsættelse til blockbuster-filmen Apthamitra som også var instrueret af Vasu og med Vishnuvardhan.
Filmen blev udgivet den 19. februar, 2010 og fik en yderst positiv modtagelse. Filmen blev senere genskabt på Telugu, og fik titlen Nagavalli og Venkatesh Daggubati. Den Tamil-sprogede version hed Chandramukhi 2 og var med Ajith Kumar.